# Så skön går morgonstjärnan fram
Så skön går morgonstjärnan fram är en psalm om himmelens glädje av Johan Olof Wallin 1816. Bearbetad av Britt G. Hallqvist 1981.
Musiken (2/2, C-dur) är av Philipp Nicolai 1597, publicerad i ett bihang till hans psalmbok Freudenspiegel des ewigen Lebens (Det eviga livets glädjespegel), publicerad 1599 och kallas "koralernas drottning".

## Publicerad som
- Nr 484 i 1819 års psalmbok under rubriken "Med avseende på de yttersta tingen: En trogen själs försmak av en salig evighet".
- Nr 744 i Svenska Missionsförbundets sångbok 1920 under rubriken "De yttersta tingen - Det eviga livet".
- Nr 552 i Frälsningsarméns sångbok 1929 under rubriken "Högtider och särskilda tillfällen - Begravning".
- Nr 705 i Sionstoner 1935 under rubriken "Uppståndelsen, domen och det eviga livet".
- Nr 586 i 1937 års psalmbok under rubriken "Uppståndelsen, domen och det eviga livet".
- Nr 586 i Psalmer för bruk vid krigsmakten 1961 verserna 1 och 4.
- Nr 568 i Frälsningsarméns sångbok 1968 under rubriken "Evighetshoppet".
- Nr 319 i Den svenska psalmboken 1986, 1986 års Cecilia-psalmbok, Psalmer och Sånger, Segertoner och Frälsningsarméns sångbok under rubriken "Himlen".
- Nr 704 i Lova Herren 1987 under rubriken "Det kristna hoppet inför döden".